# 美國對外援助
美国对外援助是指美国政府向其他政府提供的援助。不包括来自美国的私人慈善组织的资金，也不包括家庭成员之间的汇款。它包括两大类：军事援助和经济援助。美國國會的智庫國會研究處将美國對外的援助分为五类：双边发展援助、经济援助、人道主义援助、多边经济发展捐助和军事援助。
美国援助的受援国包括发展中国家、对美国具有战略重要性的国家以及从战争中恢复的国家。 政府通过一个专门机构—美国国际开发署（USAID）提供大约一半的经济援助。第二次世界大战后，美国政府的援助开始系统化，开展了许多援助计划。其中最大的是1948年的马歇尔计划和1951年至1961年的相互安全法案。 
美国向外国提供的军事援助主要取决于外国提供的自然资源。  
对外援助通常不受普通民众的欢迎。2017年的民意调查显示，57％的人赞成削减对外援助，只有6％的人希望增加。另一方面，外国援助在国会得到了两党的支持，而大多数美国人高估了外援在联邦预算总额中的份额。过去，不到1％的国家预算用于对外援助。2017财政年度，美国国务院与美国国际开发署的对外援助总额为501亿美元，仅略高于预算的1％。

## 概述
在2017财政年度（2016年1月1日至2017年9月30日），美国政府分配了以下援助金额：
经济和军事援助总额：498.7亿美元。
军事援助总额：147.7亿美元。
经济援助总额：351亿美元。（其中美国国际开发署已实施205.5亿美元）
| 国家       | 援助总额 | 人均获得援助数 | 经济援助 | 军事援助 |
| ---------- | -------- | -------------- | -------- | -------- |
| 阿富汗     | 5,730.48 | 161.29         | 1,309.88 | 4,420.60 |
| 以色列     | 3,191.07 | 383.45         | 16.07    | 3,175.00 |
| 伊拉克     | 3,711.99 | 96.98          | 734.53   | 2,977.46 |
| 埃及       | 1,475.61 | 15.13          | 173.33   | 1,302.28 |
| 约旦       | 1,489.50 | 153.53         | 1,015.62 | 473.88   |
| 巴基斯坦   | 836.78   | 4.25           | 555.78   | 281      |
| 乌克兰     | 506.75   | 11.46          | 256.43   | 250.31   |
| 索马里     | 583.81   | 39.6           | 461.13   | 122.68   |
| 哥伦比亚   | 517.63   | 10.55          | 405.62   | 112.02   |
| 黎巴嫩     | 505.44   | 83.1           | 418.6    | 86.84    |
| 肯尼亚     | 1,060.40 | 21.34          | 1,026.19 | 34.21    |
| 南苏丹     | 924.1    | 73.48          | 913.37   | 10.73    |
| 坦桑尼亚   | 626.48   | 10.93          | 619.69   | 6.8      |
| 刚果（金） | 493.95   | 6.07           | 489.72   | 4.23     |
| 尼日利亚   | 851.88   | 4.46           | 848.38   | 3.5      |
| 乌干达     | 740.77   | 17             | 739.68   | 1.085    |
| 南非       | 511.48   | 9.02           | 510.63   | 0.85     |
| 埃塞俄比亚 | 1,102.96 | 10.51          | 1,102.31 | 0.64     |
| 莫桑比克   | 579.99   | 19.55          | 579.4    | 0.6      |
| 也门       | 595.15   | 21.07          | 594.9    | 0.25     |
| 叙利亚     | 890.96   | 48.77          | 890.96   | 0        |

## 援助历史

### 早期案例
美国对外援助最早也是最不为人知的例子之一，可以很好地说明援助作为外交政策工具的历史悠久。1812年5月6日，美国肯塔基州参议员亨利·克莱签署了一项法案，拨款5万美元用于委内瑞拉首都加拉加斯遭地震破坏的救灾食品援助，该法案于5月8日由第12届国会通过。巧合的是，从1810年到1823年，委内瑞拉也在为摆脱西班牙殖民统治而进行独立战争。外交官亚历山大·斯科特经手粮食援助事宜，他说，这一援助“有力地证明了美国……对他们的福祉……有着共同的友好关系和利益……并显示了与美国进行贸易的共同优势。”可以说，这种慷慨行为的某些动机是外交性的（即交易性的），因为这两个国家都在寻求殖民母国对其主权独立的外交承认，而这一行动会引起令人期待的对等反应。在1927年，美国国会拨款41000美元，用于建造和运输一座与亨利·克莱本人相似的雕像，竖立在加拉加斯以纪念克莱，并作为美国在海外慷慨的象征，直至今天。

### 冷戰
從1945年到1953年——美國向亞洲國家提供了總計59億美元的贈款和信貸，分別是日本（24.4億美元）、中華民國/台灣（10.51億美元）、韓國（8.94億美元）、菲律賓（8.03億美元）、印度（2.55億美元）、印度尼西亞（2.15億美元）和巴基斯坦（9800萬美元）。此外，還有2.82億美元流向以色列，1.96億美元流向中東其他地區，主要為經濟援助及一部分的軍事援助。所有這些援助都與馬歇爾計劃無關。

### 俄烏戰爭
自2014年俄烏戰爭爆發以來，美國曾多次向烏克蘭提供多筆零散援助。至俄羅斯大規模入侵後，美方決定通過《2022年乌克兰民主防卫租借法》，以加快對烏軍援程序。截至2023年6月13日，美國一共向烏方提供400億美元軍事援助（由2022年起計）。